# Adidas Fevernova

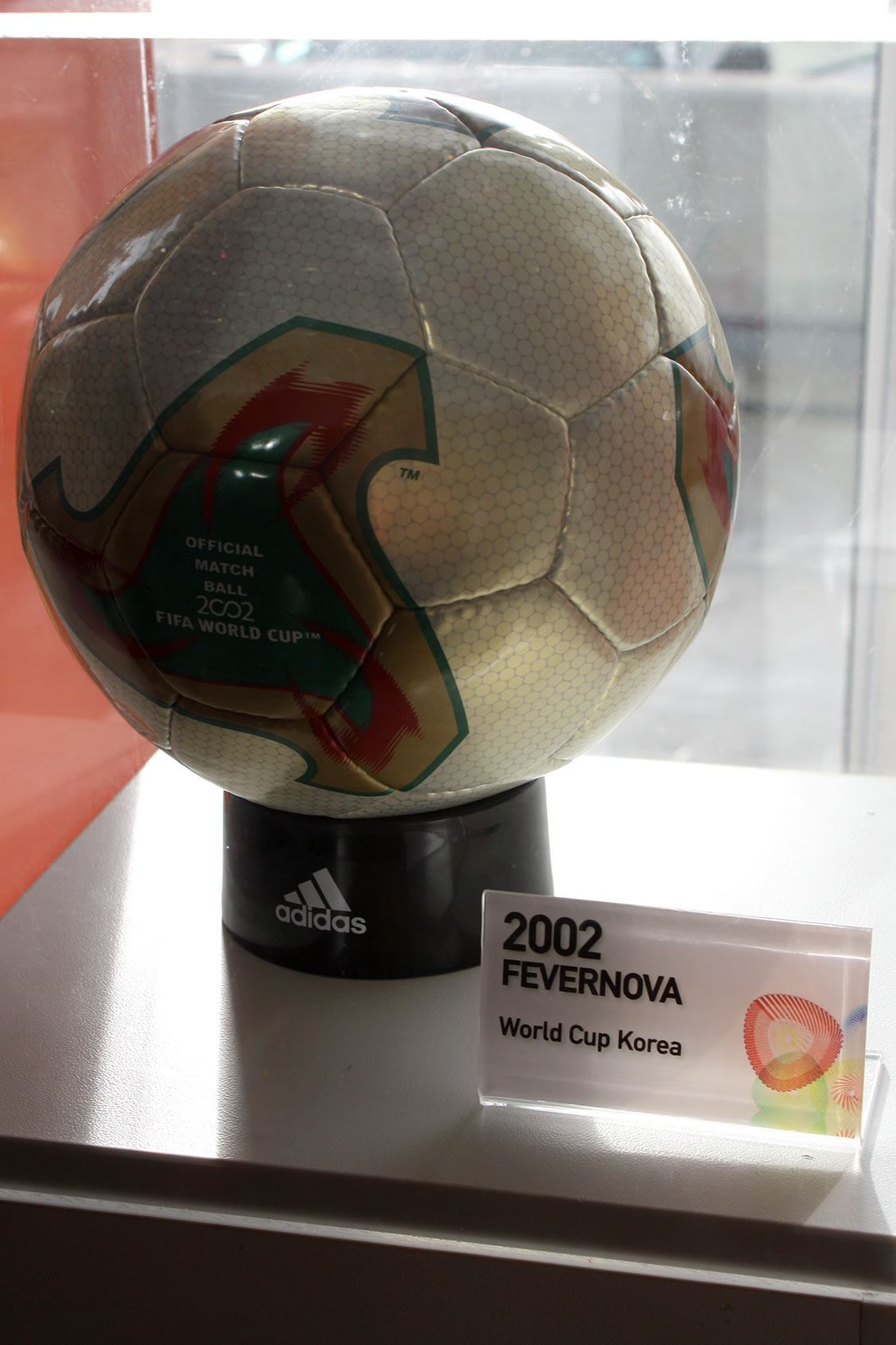
Un ballon de football Adidas Fevernova

Le ballon de football Adidas Fevernova, fabriqué par Adidas, était le ballon officiel de la Coupe du monde de football de 2002 en Corée du Sud et au Japon. Son style marque le départ des fameuses balles au design Tango.

## Histoire
Le ballon est développé dans un laboratoire de Scheinfeld en Allemagne. Son nom évoque la « fièvre » apportée par la Coupe du monde.
La partie colorée du Fevernova est tirée du style Tango avec trois formes pointues connectant chaque hexagone du ballon, et une forme triangulaire sur 4 hexagones. Les couleurs or et rouge symbolisent les deux pays organisateurs. Il utilise également une mousse syntactique qui donne au ballon de meilleures performances.
Le ballon est utilisé pour la première fois lors d'un match amical à Seogwipo  le 9 décembre 2001.
Ce ballon a été critiqué à cause de sa trop grande légèreté, rendant son contrôle moins aisé et sa trajectoire moins prévisible pour les gardiens, ; le portier italien Gianluigi Buffon le qualifie de « balle rebondissante ridicule pour enfants ». La FIFA rejette ces critiques, les attribuant à l'effet de nouveauté.